# Jacob Moelin
 (septembre 2021).
 (janvier 2009).
Jacob Mœlin ou Mölin (hébreu : יעקב בן משה הלוי מולין Yaakov ben Moshe Halevi Molin), dit le Maharil (מהרי"ל), Mahari Segal ou Mahari Moelin, est un talmudiste et décisionnaire rhénan du XVe siècle (Mayence, circa 1360 - Worms, 14 septembre 1427).
Considéré comme l'un des principaux savants juifs de la fin du Moyen Âge, il est principalement connu pour le Sefer Maharil, compendium des coutumes ashkénazes de son temps, utilisé par Moïse Isserlès dans sa Mappa, commentaire critique du Choulhan Aroukh.

## Vie
Le Maharil était le fils du rabbin Rabbi Mosche Levi Moelin. 
Il fut également élève de Reb Shalom Wiener Neustadt. Il a été rosh yeshiva de Mayence et son élève le plus célèbre est Jacob Weil (Maharil). Le Maharil a survécu aux massacres des juifs en Autriche en 1420 et des guerres Hussites en 1421, période de souffrance pour les juifs de Bavière et du Rhin (1360-1427).
Le Maharil a joué un rôle important dans la reconstruction de la vie juive sur le Rhin. Son tombeau se trouve dans le Rabbinental du Cimetière juif de Worms (Heiliger Sand, litt. « Saint Sable »).